# Prämonstratenser

Das Wappen des Ordens der Prämonstratenser-Chorherren

Die Prämonstratenser (lateinisch Candidus et Canonicus Ordo Praemonstratensis, „Weißer und Kanonischer Orden von Prémontré“), Ordenskürzel O.Praem./OPraem, sind der größte römisch-katholische Orden regulierter Chorherren. Der Prämonstratenserorden ist ein Zusammenschluss selbständiger Klöster und wurde im Jahr 1120 von Norbert von Xanten mit dreizehn Gefährten in Prémontré bei Laon, auf Fernbesitz der Abtei Prüm, gegründet. Vor allem in Belgien, den Niederlanden und Polen werden die Prämonstratenser nach ihrem Gründer auch Norbertijnen bzw. Norbertanie („Norbertiner“) genannt. Der weibliche Zweig sind die Prämonstratenserinnen. Der dritte Orden sind die Prämonstratenser-Tertiaren.

## Geschichte

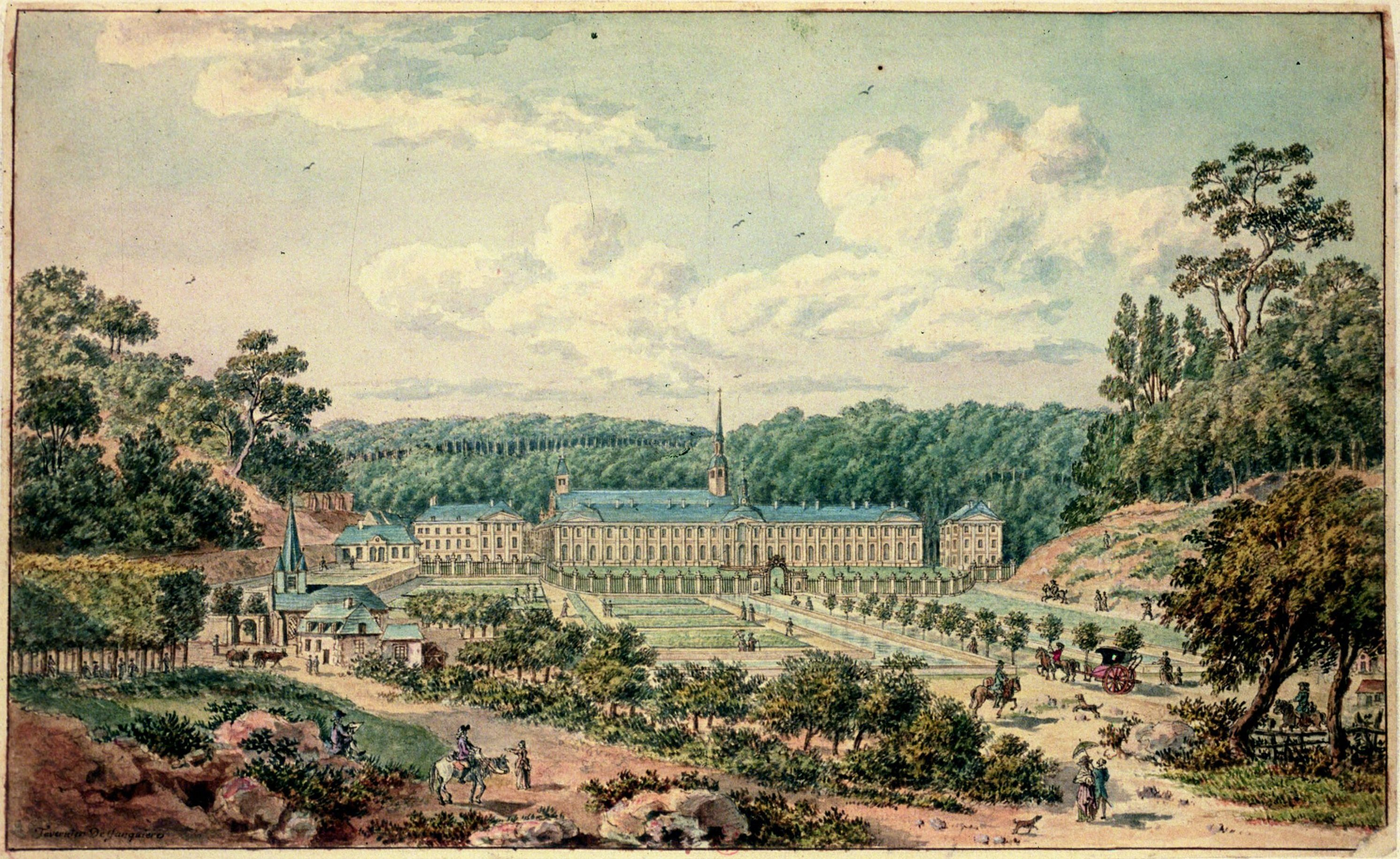
Die Abtei Prémontré (um 1780)

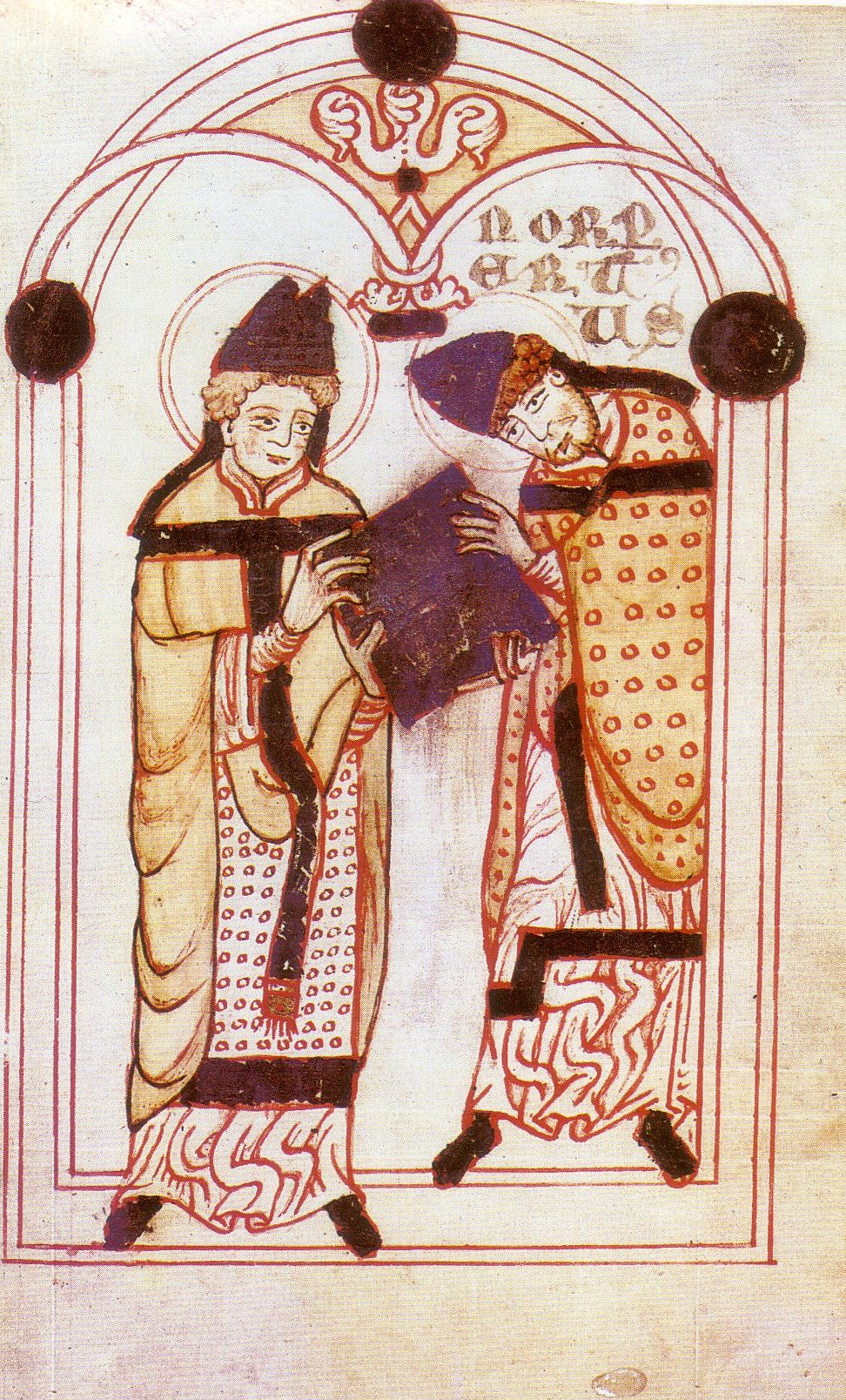
Norbert von Xanten

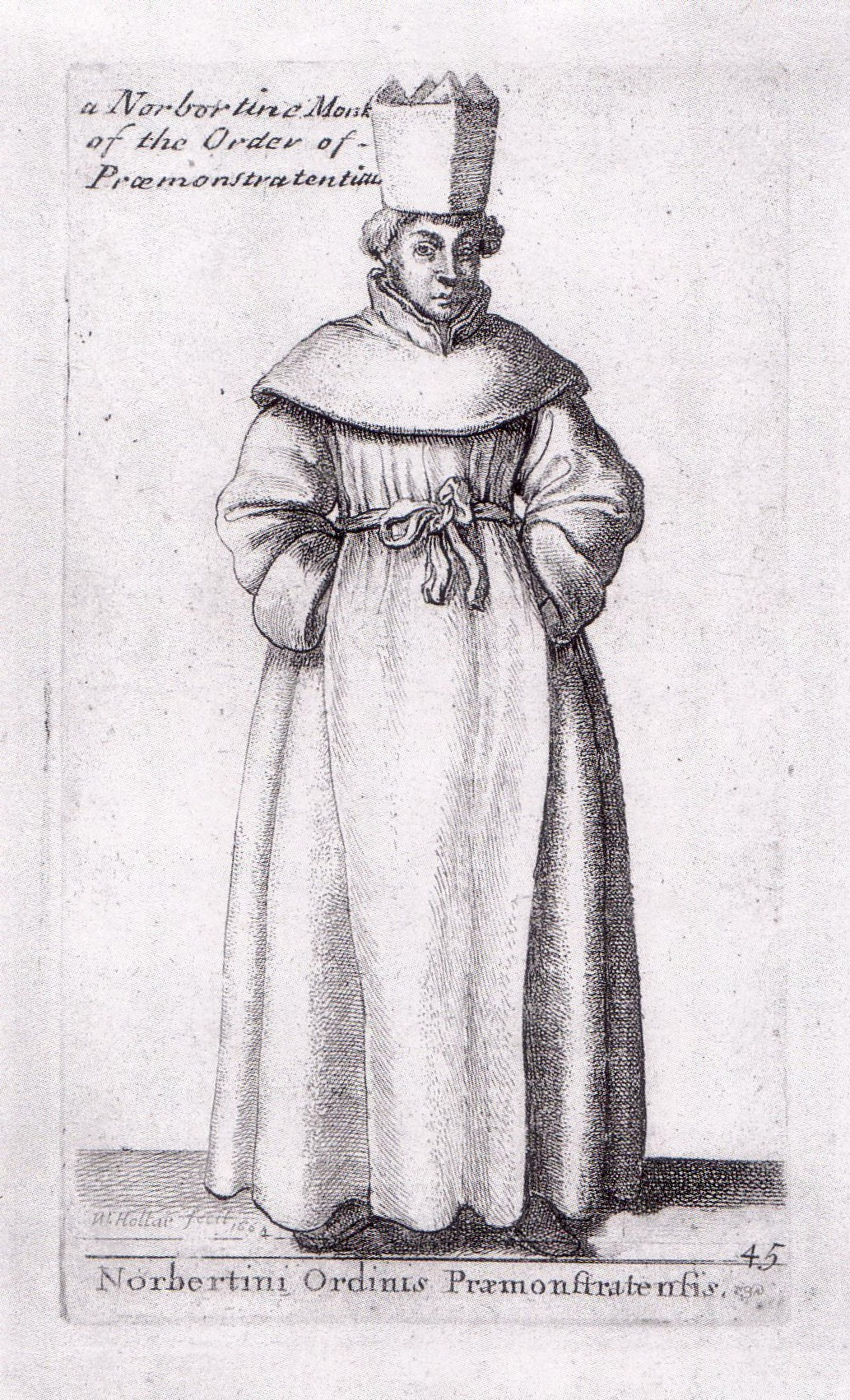
Prämonstratenser-Chorherr (17. Jh.)

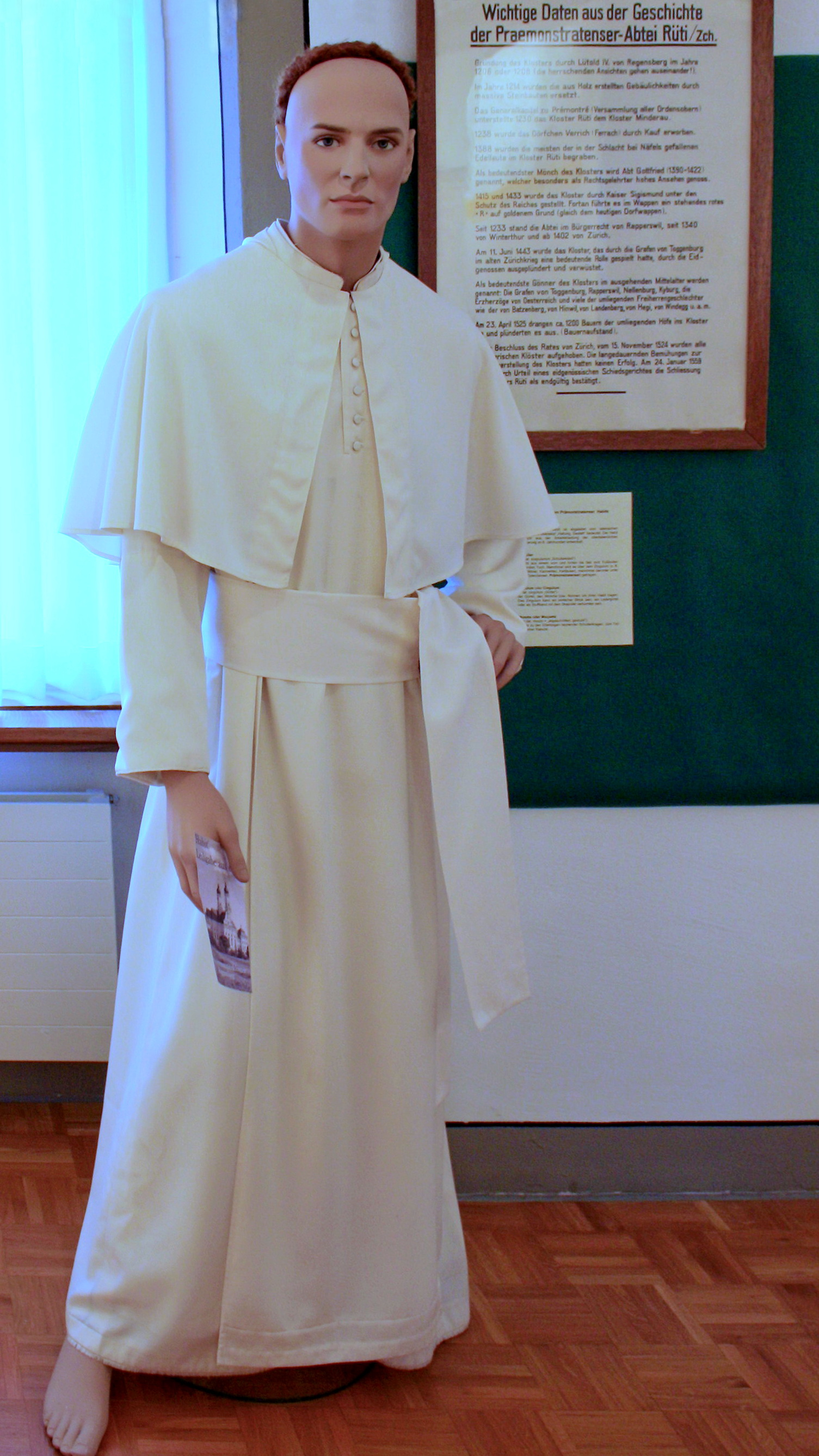
Habit der Prämonstratenser

Der Ordensgründer Norbert von Xanten war einer der im 12. Jahrhundert recht zahlreichen Wanderprediger, die in Nachahmung des Lebensstils Jesu und seiner Jünger besitzlos umherzogen. Zahlreiche Anhänger, Männer wie Frauen, schlossen sich Norbert an. Mit ihnen gründete er 1120 im Tal von Prémontré bei Laon eine Gemeinschaft, die sich am Ideal des gemeinsamen Lebens im Stil der Urkirche orientierte und aus der sich bald auf der Grundlage der Augustinusregel und des Augustinus zugeschriebenen Ordo Monasterii eine klösterliche Gemeinschaft entwickelte. Norbert selbst behielt sein Leben als Wanderprediger bei und gründete weitere Klöster.
Eine Besonderheit – in dieser Zeit allerdings nicht einzigartig – der ersten prämonstratensischen Gemeinschaften war, dass es sich bei ihnen um Doppelklöster handelte, in denen also Frauen und Männer lebten, wenn auch in zwei voneinander organisatorisch getrennten Konventen. Obwohl Norbert mit Bernhard von Clairvaux befreundet und von den Idealen der Zisterzienser beeinflusst war, machen u. a. die Doppelklöster deutlich, dass es sich bei den Prämonstratensern im Ursprung um eine sehr eigenständige Bewegung handelte. Ein weiterer Unterschied zu den an der Benediktsregel orientierten Mönchsorden ist, dass die Prämonstratenser das kontemplative monastische Leben mit der nach außen gerichteten Seelsorge verbanden (vita mixta).
Der junge Orden erlebte eine schwere Krise, als Norbert sein armes, aber auch von allen Institutionen unabhängiges Leben als Wanderprediger aufgab und 1126 Erzbischof von Magdeburg wurde. Norbert reagierte auf die Enttäuschung, die sein Sinneswandel unter seinen Anhängern hervorgerufen hatte, indem er seine dominierende Stellung in der Bewegung, deren alleiniger Leiter er bisher war, aufgab. Jeder Konvent durfte sich einen eigenen Oberen wählen. Besondere Bedeutung gewann der erste Abt von Prémontré, Hugo von Fosses, ein alter Weggefährte Norberts. Erst durch Hugos organisatorisches Wirken entstand der Prämonstratenserorden im eigentlichen Sinn. Nach dem Vorbild des Zisterzienserordens ließ Hugo Consuetudines (dt.: Gewohnheiten) schriftlich niederlegen und berief jährliche Generalkapitel ein.
Neben den Kanonikern (canonici) lebten in den Niederlassungen der Norbertiner auch Laienbrüder (conversi). Ähnlich wie die Zisterzienser trugen die Prämonstratenser in den ersten Jahrhunderten nach ihrer Entstehung zur Verbesserung der Landwirtschaft bei. Später setzte sich mehr ein aristokratischer Zug durch, und die Handarbeit wurde allmählich zurückgedrängt. Wichtig blieben aber das Schreiben und Kopieren von Büchern, und auch die Lehrtätigkeit gewann an Bedeutung.
Die Doppelklöster, ursprünglich ein wesentliches Merkmal des Ordens, waren bald umstritten. In Prémontré selbst wurde diese Struktur schon 1137 oder 1141 aufgelöst und die Schwesternkommunität ausgesiedelt. So ging man nach und nach fast überall vor: Aus den Doppelklöstern wurden jeweils zwei auch räumlich deutlich voneinander getrennte Klöster, eines für Männer und eines für Frauen. In der zweiten Hälfte des 12. Jahrhunderts ging der Orden sogar noch weiter: Nun sollten nur noch Männerklöster neu in den Orden aufgenommen werden, und die bereits bestehenden Prämonstratenserinnenkonvente sollten anderen Orden angegliedert werden. Diese Maßnahme wurde jedoch nie konsequent durchgeführt.
Als der Orden 1126, nur sechs Jahre nach seiner Gründung, von Papst Honorius II. anerkannt wurde, gab es bereits neun Ordenshäuser, und danach entstanden in schneller Folge mehrere hundert in ganz Westeuropa. Um die Mitte des 14. Jahrhunderts soll es mehr als 1.300 Männer- und 400 Frauenklöster gegeben haben.
Im deutschsprachigen Raum entstand das erste Prämonstratenserstift bereits 1122. In diesem Jahr übergaben Otto und Gottfried von Cappenberg ihre Burg und ihr Vermögen an den Orden zur Gründung des Klosters Cappenberg. Noch im selben Jahr stiftete Graf Walram II. Paganus von Limburg (1119–1139) das Prämonstratenserkloster Wenau als Doppelkloster für Männer und Frauen.
Durch die Cappenberger Gründung verbanden den jungen Orden gute Beziehungen mit dem römisch-deutschen König: Die hochadeligen Cappenberger waren mit den Staufern verwandt, und Stiftsgründer Otto von Cappenberg war Taufpate Friedrichs I. Diese persönliche Beziehung hatte in wirtschaftlicher Hinsicht außerordentliche positive Wirkung für den gesamten Orden. Am 23. Juni 1154 stellte König Friedrich I. dem Prämonstratenserorden in der dem Stift Cappenberg nächstgelegenen Pfalz Dortmund ein Privileg aus, nach dem dieser von Zollabgaben im gesamten Reich befreit wurde.
Prämonstratenser übernahmen im 12. Jahrhundert zahlreiche Klöster anderer Orden in Deutschland. Beispiele sind das Kloster Steinfeld in der Eifel, das der Orden 1130 übernahm, und das Frauenkloster Dünnwald bei Köln, ursprünglich ein Augustinerchorherrenstift, das wiederum 1143 von Prämonstratensern aus Steinfeld übernommen wurde.
1235 oder 1236 beschloss Bischof Eckbert von Bamberg, ein Prämonstratenserkloster in Griffen in Kärnten zu gründen, dessen Chorherren aus dem Stift Veßra in Thüringen beordert wurden. Dieses Kloster war das einzige Prämonstratenserkloster in Kärnten, und es blieb die einzige Niederlassung der Prämonstratenser in Innerösterreich.
1245 wurde im Ortsteil Michelfeld der unterfränkischen Stadt Marktsteft bei Kitzingen ein Stift für Prämonstratenserinnen gegründet. Dieser Frauenkonvent unterstand dem Abt von Oberzell bei Würzburg. Der Bischof von Würzburg behielt sich das Recht vor, die Wahl der Priorin zu bestätigen. 1261 erfolgte dann die päpstliche Bestätigung des Klosters. Wegen Verfalls der klösterlichen Zucht übersiedelten die Nonnen im Jahre 1305 nach Tückelhausen, einem Stadtteil von Ochsenfurt.
Im Osten widmeten sich die Prämonstratenser vor allem der Kolonisierung und Christianisierung der Wenden und anderer Slawen östlich von Elbe und Oder. Verbreitet war der Orden auch in Böhmen und Mähren. Der Olmützer Bischof Heinrich Zdik berief den Orden im 12. Jahrhundert nach Böhmen und errichtete ihm das Kloster Strahov in Prag.
Als Folge der Reformation wurden die Prämonstratenserklöster in Großbritannien, Skandinavien und anderen evangelischen Territorien aufgehoben; einzelne wurden als freiweltliche evangelische Damenstififte weitergeführt, zum Beispiel das Stift Cappel. Der Reformator Johannes Aepinus war Prämonstratenser des Klosters Belbuck in Hinterpommern, auch Johannes Bugenhagen war diesem Kloster verbunden.
Im Laufe der Zeit wurden viele Regeln und Gebräuche nachlässiger interpretiert und gehandhabt, und das führte zu verschiedenen Reformen und dem Aufkommen von halb-unabhängigen Gemeinschaften. Ein Generalkapitel trat während des gesamten 18. Jahrhunderts nur 1717 und 1738 zusammen. Die Säkularisationen des ausgehenden 18. und frühen 19. Jahrhunderts gefährdeten den Fortbestand des Ordens, so wurden 1810 alle polnischen und 1835 alle spanischen Prämonstratenserklöster aufgehoben. Nur noch neun Häuser bestanden in Österreich-Ungarn (Geras, Schlägl, Wilten, Strahov, Selau, Neureisch, Tepl, Csorna, Großwardein), außerdem die Abtei Berne in den Niederlanden. Nachdem schon Mitte des 19. Jahrhunderts fünf belgische Prämonstratenserklöster gegründet worden waren (Averbode, Grimbergen, Park, Postel, Tongerlo), folgten im 20. Jahrhundert mehrere deutsche Klöster: 1921 Speinshart, 1923 Windberg, 1959 Hamborn. 1946 mussten die Prämonstratenser Tepl verlassen; sie gründeten nach Zwischenstationen in Schönau und Villingen 1987 das Kloster Obermedlingen. Das von Obermedlingen aus gegründete Kloster Mananthavady in Indien entwickelte sich so gut, dass es seit 1996 Sitz der Kanonie ist.
Heute hat der Orden nach eigenen Angaben etwa 1600 Mitglieder in 81 Niederlassungen und ist auf sechs Kontinenten präsent.

## Charakter der Gemeinschaft
Die Prämonstratenser zählen ebenso wie die Augustiner-Chorherren und die Kreuzherren zu den Regularkanonikern. Das heißt, es handelt sich um eine Gemeinschaft von Priestern mit Ordensgelübde und nicht um Mönche. Sie folgen der Augustinusregel, sind also ein augustinischer Orden, und legen das Armuts-, Enthaltsamkeits- und Gehorsamsgelübde ab. Auch ihre Lebensweise folgt weitgehend den monastischen Standards. Dazu gehören etwa die Einhaltung des Stundengebets und das gemeinschaftliche Mahl im Refektorium.
Davon zu unterscheiden sind die Mitglieder des Dritten Ordens (Prämonstratenser-Tertiaren).

## Generaläbte der Prämonstratenser
Der höchste Repräsentant des Prämonstratenserordens ist der Generalabt. Er ist der oberste Vorgesetzte aller Funktionsträger und Mitglieder des Ordens.
Er vertritt den Orden nach außen und vor dem Heiligen Stuhl. Seine Hauptaufgabe nach innen ist der Zusammenhalt und die Verbindung der über die ganze Welt verstreuten Ordenshäuser der Prämonstratenser. Sitz des Generalabtes ist das Generalat mit der Generalkurie (Curia generalitia) in Rom. Von hier aus leitet der Generalabt mit seinen Offizialen die Geschicke des Ordens.
Er führt weiterhin den Titel Dominus Praemonstratensis (Herr von Prémontré) mit dem Zusatz Amplissimus (Erhabenster). Seine Anrede ist Monsigneur. Traditionell steht ihm das Tragen eines Pileolus, eines Biretts und einer Cappa Magna in violetter Farbe zu.
Der Generalabt der Prämonstratenser wird vom Generalkapitel gewählt, das alle sechs Jahre zusammentritt. Vor der Französischen Revolution war der Abt von Prémontré der Generalabt des Ordens. Prémontré wurde 1790 säkularisiert. Im 19. Jahrhundert wurde Strahov vorübergehend zum Zentrum des Ordens. Hier trat 1869 erstmals seit 1769 wieder ein Generalkapitel zusammen. Seit 1937 befindet sich der Sitz des Generalabts in Rom.
Generaläbte seit 1869 waren (die Zahl bezieht sich auf die Amtsfolge der Prämonstratenser-Generaläbte):
- 56. Hieronymus von Zeidler (Abtei Strahov/Prag), 1869–1870[13]
- 57. Sigismund Stary (Abtei Strahov/Prag), 1883–1905[14]
- 58. Norbert Schachinger (Stift Schlägl/Österreich), 1906–1922[15]
- 59. Gummarus Crets (Abtei Averbode/Belgien), 1922–1937
- 60. Hubertus Noots (Abtei Tongerlo/Belgien), 1937–1962[16]
- 61. Norbert Calmels (1908–1985) (Abtei Saint-Michel-de-Frigolet/Frankreich), 1962–1982[17]
- 62. Marcel van de Ven (Abtei Berne/Niederlande), 1982–1996
- 63. Hermenegild Noyens (Abtei Tongerlo/Belgien), 1996–2003
- 64. Thomas Handgrätinger (Abtei Windberg/Deutschland), 2003–2018
- 65. Jos Wouters (Abtei Averbode/Belgien), seit 2018[18]

## Bekannte Prämonstratenser
- Norbert von Xanten (1080–1134), Ordensgründer
- Hugo von Fosses (ca. 1093–1164)[19]
- Gottfried von Cappenberg (1096/97–1127)
- Eberwin von Helfenstein († 1152)
- Hermann von Köln (1107/08 – nach 1181)
- Ludwig III. von Arnstein (1109–1185), Graf, Klostergründer und Seliger
- Ulrich von Steinfeld († 1170), Propst des Klosters Steinfeld
- Hermann Joseph von Steinfeld (1150–1241)
- Thomas von Neumarkt (1297–1378)
- Jan Želivský (1380–1422)
- Wilhelm Eiselin (1564–1588)
- Kaspar von Questenberg (1571–1640), Abt von Stift Strahov in Prag
- Mathias Göhl (1585[?]–1596[?]), Abt des Stiftes Tepl bei Marienbad, Gegenreformator
- Johannes Horrichem (1598–1661), 35. Abt der Abtei Steinfeld
- Johann Zahn (1641–1707)
- Leonhard Goffiné (1648–1719), religiöser Volksschriftsteller
- Petrus Bodenheim (vor 1652 – 1688), Prior des Klosters Niederehe
- Charles Louis Hugo (1667–1739), Abt von Étival, Historiker und Verfasser der Annales Ordinis Praemonstratensis (Nancy 1734)
- Prokop Diviš (1698–1765)
- František Ignác Tůma (1704–1774)
- Sebastian Sailer (1714–1777)
- Nikolaus Betscher (1745–1811)
- Gilbert Michl (1750–1828), letzter Abt des Klosters Steingaden
- Gregor Leonhard Reiner (1756–1807), Philosoph und Hochschullehrer
- Alois Martin David (1757–1836)
- Wilhelm Arnold Günther (1763–1843), Stadtarchivar von Koblenz und Weihbischof in Trier
- Josef Ladislav Jandera (1776–1857)
- Josef Ludwig Brems (1870–1958), Apostolischer Vikar von Dänemark
- Jakob Franz Alexander Kern (1897–1924)
- Franz Tibor Hollós (1906–1954)
- Ambros Josef Pfiffig (1910–1998)
- Werenfried van Straaten (1913–2003)
- Hermann-Josef Weidinger (1918–2004)
- Augustinus Karl Wucherer-Huldenfeld (* 1929)
- Augustinus Heinrich Henckel von Donnersmarck (1935–2005)
- Frans Daneels (* 1941), Kurienerzbischof
- Albert Thomas Dölken (* 1960), Abt von Hamborn
- Tobias Breer (* 1963), „der Marathon-Pater“, Seelsorger
- Rudolf Hein (* 1967), Moraltheologe

### Gesamtdarstellungen
- Ludger Horstkötter: Prämonstratenser, Prämonstratenserinnen. In: Walter Kasper (Hrsg.): Lexikon für Theologie und Kirche. 3. Auflage. Band 8. Herder, Freiburg im Breisgau 1999, Sp. 505–510.
- Helmut Flachenecker: Prämonstratenser. In: Religion in Geschichte und Gegenwart (RGG). 4. Auflage. Band 6, Mohr-Siebeck, Tübingen 2003, Sp. 1568–1569.
- Ludger Horstkötter: Prämonstratenser. In: Theologische Realenzyklopädie (TRE). Band 27, de Gruyter, Berlin / New York 1997, ISBN 3-11-015435-8, S. 167–171.
- Ulrich Gottfried Leinsle: Die Prämonstratenser. Kohlhammer, Stuttgart 2020, ISBN 978-3-17-032389-6.
- Norbert Backmund: Monasticon Praemonstratense. Tomi Primi Editio Secunda, Pars prima et Secunda. Berlin/New York 1983.
- Wolfgang Grassl: Culture of Place: An Intellectual Profile of the Premonstratensian Order. Bautz, Nordhausen 2012.

### Einzelne Perioden der Ordensgeschichte
- Joachim Ehlers: Adlige Stiftung und persönliche Konversion. Zur Sozialgeschichte früher Prämonstratenserkonvente. In: Klaus Zernack (Hrsg.): Geschichte und Verfassungsgefüge. Frankfurter Festgabe für Walter Schlesinger. Wiesbaden 1973.
- Ingrid Ehlers-Kisseler: Die Anfänge der Prämonstratenser im Erzbistum Köln (= Rheinisches Archiv 137). Böhlau, Köln/Weimar/Wien 1997.
- Thomas Handgrätinger (Hrsg.): Gesandt wie er. Der Orden der Prämonstratenser-Chorherren heute. Echter Verlag, Würzburg 1984, ISBN 3-429-00906-5.
- Wilhelm Kohl: Die frühen Prämonstratenserklöster Nordwestdeutschlands im Spannungsfeld der großen Familien. In: Lutz Fenske: Institutionen, Kultur und Gesellschaft im Mittelalter. Festschrift für Josef Fleckenstein zu seinem 65. Geburtstag. Sigmaringen 1984, S. 393–414.
- Hildegard Kroll: Expansion und Rekrutierung der Prämonstratenser 1120–1150. In: Analecta Praemonstratensia 54. Jg., 1978, S. 36–56.
- Johannes Meier: Von den spätmittelalterlichen Reforminitiativen zur tridentinischen Erneuerung: Der Prämonstratenserorden im Zeitalter der Reformation. In: Helmut Flachenecker, Wolfgang Weiß (Hrsg.): Oberzell. Vom Prämonstratenserstift (bis 1803) zum Mutterhaus der Kongregation der Dienerinnen der heiligen Kindheit Jesu. Schöningh, Würzburg 2006, ISBN 3-87717-068-4, S. 357–370.
- Johannes Meier: Die Prämonstratenser und Prämonstratenserinnen. In: Friedhelm Jürgensmeier, Regina Elisabeth Schwerdtfeger (Hrsg.): Orden und Klöster im Zeitalter von Reformation und katholischer Reform, 1500–1700. Bd. 3. Aschendorff, Münster 2007, ISBN 978-3-402-11085-0, S. 11–38.
- Franz Winter: Die Prämonstratenser des zwölften Jahrhunderts und ihre Bedeutung für das nördliche Deutschland. Ein Beitrag zur Christianisierung und Germanisierung des Wendenlandes. Berlin 1865 (Digitalisat der Bayerischen Staatsbibliothek).

### Einzelne Klöster und Regionen
- Burkhard Gehle: Die Prämonstratenser in Köln und Dünnwald. Grüner, Amsterdam 1978.

### Hagiographie des Ordens
- Donatian De Clerck, Gabriel Wolf (Hrsg.): Hagiologion. Lebensbilder der Heiligen, Seligen und großen Gestalten des Prämonstratenser-Ordens. Erweiterte Neuauflage. Poppe-Verlag, Windberg 2014, ISBN 978-3-932931-94-9.